# Hermannia foveolata
Hermannia foveolata är en kvalsterart som först beskrevs av Pranabes Sanyal 1990.  Hermannia foveolata ingår i släktet Hermannia och familjen Hermanniidae. Inga underarter finns listade i Catalogue of Life.